# Tiemoko Garan Kouyaté
Tiemoko Garan Kouyaté (* 27. April 1902 in Ségou; † 4. Juli 1944 in Mauthausen) war ein malischer antikolonialistischer Aktivist.

## Leben
Kouyaté wurde 1902 in Ségou in Französisch-Sudan (heutiges Mali) als Sohn eines Beamten geboren. Nachdem er 1921 seine Schulausbildung an der École normale William Ponty auf der Insel Gorée abgeschlossen hatte, arbeitete er zunächst bis 1923 in der Elfenbeinküste als Grundschullehrer. Danach ging er nach Aix-en-Provence in Frankreich, um an der dortigen Universität ein Studium aufzunehmen. 1926 wurde er aus der Hochschule ausgeschlossen, weil er kommunistische Propaganda verbreitet habe.
Kouyaté ging nach Paris, studierte an der Sorbonne und lernte dort Lamine Senghor kennen. Mit ihm wurde Kouyaté Mitgründer der antikolonial-kommunistischen Vereinigung Ligue de Défense de la Race Nègre und gab die Zeitschrift La Race Nègre heraus, nach dem Tod Senghors übernahm er deren Leitung und entwickelte das Programm weiter durch Forderungen der Unabhängigkeit der afrikanischen Kolonien und der Errichtung des Sozialismus, für die er auch eine Analyse der sozialen Schichten entwickelte. Zusätzlich vernetzte er die Ligue international.
Die weitere Radikalisierung durch Forderungen wie der Gründung kommunistischer Parteien in den Kolonien konnten Teile der Ligue nicht mehr nachvollziehen. Nachdem sie sich 1931 spaltete, gründete Kouyaté 1932 die Union des travailleurs nègres und die Zeitung Le Cri des Nègres. Wegen seiner undogmatischen Methoden und Strategien wurde er von kommunistischen Hardlinern bald aus der Union und der französischen Kommunistischen Partei ausgeschlossen. 1934 gründete er dann die Organisation Solidarité coloniale und begann für den Étoile Nord-Africaine von Messali Hadj zu arbeiten, der ebenso antikoloniale Ziele verfolgte. Kouyaté kollaborierte auf internationaler Ebene auch mit schwarzen Aktivisten wie Marcus Garvey, W. E. B. Du Bois oder George Padmore.
Er wurde 1942 von den Deutschen verhaftet und in das österreichische Konzentrationslager Mauthausen deportiert, wo er 1944 starb.
In den 1980er Jahren würdigte ihn eine geheime malische politische Organisation mit dem Namen „L’Union des Luttes Tiemoko Garan Kouyaté“. Malische Politiker wie Oumar Mariko und Tiébilé Dramé waren Mitglieder der Organisation, die vom senegalesischen Politiker Mamadou Lamine Diallo mitbegründet wurde.